# Semidalis inconspicua
Semidalis inconspicua is een insect uit de familie van de dwerggaasvliegen (Coniopterygidae), die tot de orde netvleugeligen (Neuroptera) behoort. 
De wetenschappelijke naam Semidalis inconspicua is voor het eerst geldig gepubliceerd door Meinander in 1972.